# Tønsberg Point
Der Tønsberg Point ist der östliche Ausläufer der Pintail Peninsula an der Nordküste Südgeorgiens. Sie ragt in die Stromness Bay hinein und trennt den Stromness Harbour vom Husvik Harbour.
Der Name der Landspitze ist seit mindestens 1912 geläufig und leitet sich vom norwegischen Walfangunternehmen Tønsberg Hvalfangeri ab, welche ab 1910 die Walfangstation im Husvik Harbour betrieb.